# 4-H
- در ایالات متحده 4-H، سازمانی مربوط به امور جوانان است که بنیاد ملی غذا و کشاورزی و وزارت کشاورزی ایالات متحده (USDA) آن را اداره می‌کنند، و رسالت آن «به کارگیری جوانان به منظور رسیدن به نهایت استعداد آنان و همچنین پیشبرد حوزهٔ توسعهٔ جوانان است.» نام 4-H نمایانگر چهار حوزهٔ توسعه فردی مورد توجه این سازمان است:
- سر (Head)
- قلب (Heart)
- دست‌ها (Hands)
- سلامت (Health)

این سازمان در ایالات متحده بیش از ۶٫۵ میلیون در ۹۰۰۰۰ هزار کانون، عضو دارد که سن آنها بین ۵ تا ۲۱ سال است.
هدف 4-H این است که شهروندی، رهبری، مسئولیت و مهارت‌های زندگی جوانان را از طریق برنامه‌های آموزش تجربی و رهیافتی مثبت به رشد جوانان، پرورش دهد. گرچه به خاطر تاریخی که 4-H دارد، تصور بر این است که این سازمان، بر کشاورزی تمرکز دارد، اما امروزه 4-H به طرح‌های مربوط به شهروندی، زندگی سالم، علم، مهندسی و تکنولوژی توجه می‌کند.
امروزه، 4-H و برنامه‌های مرتبط با آن در بیش از ۸۰ کشور در سراسر جهان وجود دارند؛ این سازمان و اداره‌کنندگان آن در هر کشوری متفاوت است. هر یک از این برنامه‌ها به طور مستقل اما به کمک تبادلات بین‌المللی، برنامه‌های آموزشی جهانی و ارتباطات جهانی اجرا می‌شوند.
شعار 4-H «بهترین را ساختن» است در حالی که آرم آنها «آموزش از طریق عمل کردن» است (که گاهی به صورت: "یاد گرفتن چگونه انجام دادن از طریق به انجام رساندن" نوشته می‌شود)